# Theileria microti
Theileria microti (synoniem: Babesia microti) is een parasitaire bloedoverdraagbare piroplasma, overgebracht door de teek Ixodes scapularis. Vroeger werd het geplaatst in geslacht Babesia met de naam Babesia microti, totdat op grond van rRNAvergelijkingen geplaatst werd in de zustergeslacht Theileria. T. microti is bij de mens verantwoordelijk voor de ziekte theileriosis, vergelijkbaar met babesiosis, een ziekte met malaria-achtige verschijnselen, die ook koorts en hemolyse veroorzaakt.

Levenscyclus van T. microti met infectie van de mens